# 列特卡河
58°58′00″N 50°12′25″E / 58.96667°N 50.20694°E
列特卡河（俄语：Летка）是俄羅斯的河流，位於科密共和國和基洛夫州內，屬於維亞特卡河的支流，河道全長260公里，流域面積3,680平方公里，下游河道可讓船隻航行。